# Crispin Sorhaindo
Crispin Anselm Sorhaindo OBE (* 23. Mai 1931, in Vieille Case, Dominica; † 10. Januar 2010) war der vierte Präsident von Dominica. Er war vom 25. Oktober 1993 bis 5. Oktober 1998 im Amt.

## Leben
Sorhaindo wurde 1931 in Vieille Case geboren. Sein Vater, Clive A. Sorhaindo, war der Schulleiter der Vieille Case Government School, an der er seine Ausbildung begann. Er besuchte die Dominica Grammar School und arbeitete als Beamter. Nach einigen Jahren wurde er an die University of Oxford entsandt, um dort in Trinity College Overseas Service zu studieren (1956, 1957), sowie ans Royal Institute of Public Administration (Public Finance, 1963, 1964).
Zwischen 1950 und 1973 diente Sorhaindo in verschiedenen Funktion als Beamter, unter anderem als Clerk of the Executive and Legislative Councils, dem Vorgänger des House of Assembly. Außerdem hatte er die Posten des Chief Establishment Officer, Principal Secretary, Ministry of Finance und Financial Secretary. Er war Mitglied der Dominica Freedom Party.
1963 diente Sorhaindo served als Secretary of the Civil Service Commission bei der Proposed East Caribbean Federation. Er kämpfte dort darum, eine Nation der "kleinen acht (Staaten)" (the little eight) aus den Scherben der Westindischen Föderation zu formen. 1966 war er der Delegierte in London bei der Konferenz die Dominica zum Self-governing Associated State of Britain machte, bis zur Unabhängigkeit 1978. 1969 wurde er mit dem Order of the British Empire ausgezeichnet.
Sorhaindo war ein überzeugter Regionalist und setzte sich stark für Caribbean Integration ein. Er war Repräsentant für Dominica bei den ersten Konferenzen, die zur Gründung der Caribbean Free Trade Association (CARIFTA), des Caribbean Free Trade Area und CARICOM (Caribbean Common Market). Außerdem wirkte er mit bei der Gründung der Caribbean Development Bank (CDB) und der Organisation of Eastern Caribbean States (OECS).
Sorhaindo arbeitete bei der Caribbean Development Bank mit der Zentrale in Barbados von 1973 bis 1988. Er hatte verschiedene Posten inne, unter anderem den des Bank Secretary, Director und Vice-President.
Nach seiner Rückkehr nach Dominica 1988 nahm er den Posten des Speaker of the Dominica House of Assembly an (1989–1993). 1993 wurde er zum Präsidenten gewählt. Dieses Amt hatte er für eine Wahlperiode inne (-1998).

## Späteres Leben
Sorhaindo war ein frommer Katholik. Für die Kirche übernahm er verschiedene Ehrenämter für Social Centre, Help Age International und REACH. Dafür wurde er 1993 als Komtur des Silvesterordens ausgezeichnet. Außerdem erhielt er die venezolanische Medalla Naval Almirante Luis Brión (1998) und den Dominica Award of Honour (2001).
Sorhaindo starb am 10. Januar 2010 nach einer langen Krebserkrankung. Er hinterließ seine Frau, Ruby Allport, und sechs Kinder.